# Teken van Onderscheiding
Het Teken van Onderscheiding (Duits: Distinktionszeichen) was een Oostenrijkse onderscheiding die van 1807 tot 1849 heeft bestaan. De ten tijde van keizer Frans II van het Heilige Roomse Rijk ingestelde onderscheiding werd in twee klassen uitgereikt.

## Geschiedenis
Sinds 1807 werden op het uniform van Oostenrijkse onderofficieren en soldaten schildjes van messing gedragen die lieten zien dat de drager een veteraan was. Het schild droeg het inschrift "VETERANIS" en de afbeelding van een trofee. Wie na acht jaar bijtekende kreeg een ovaal schild. Wie na 16 jaar nogmaals bijtekende ontving een vijfhoekig schild. Deze schilden kwamen in 1849 te vervallen.
In de 19e eeuw werden in meerdere Europese staten voor het eerst onderscheidingen voor trouwe dienst uitgereikt. De legers van de 18e eeuw hadden nog uit huurlingen of geronselde mannen bestaan. Op de soldaten werd door de officieren en de burgerij diep neergekeken. In de 19e eeuw was de soldaat in de ogen van zijn medemensen een patriot, iemand die zijn land diende. Dat was een onderscheiding waard en in de 19e eeuw, de hoogconjunctuur van de orden en eretekens werden onderscheidingen meer dan ooit op prijs gesteld.

## Ie klasse
Het ovale schild is versierd met een helm ("Raupenhelm") die op twee staven is gestoken. Daaronder zijn in reliëf gekruiste vaandels, een geweer, lansen, de loop van een kanon en kanonskogels afgebeeld. Daaronder staat het ronschrift "VETERANIS". Het 60 bij 55 millimeter metende schildje was op twee plaatsen van gaatjes voorzien zodat het op het uniform kon worden genaaid.

## IIe klasse
Het schild voor de veteranen die voor de tweede maal bijtekenden is zeshoekig met stompe stralen en werd versierd met een centraal medaillon. Het medaillon is 28 millimeter breed en omraamd met een lauwerkrans en het omschrift "VETERANIS". De ster zelf is 73 millimeter in doorsnee.
Het is bij Oostenrijkse onderscheidingen niet ongewoon dat de IIe Klasse hoger is dan de Ie Klasse.

## Vervanging
In de loop van de 19e eeuw kwam er behoefte aan een modern kruis of een medaille voor trouwe dienst zoals die in andere staten al eerder was ingesteld. Het zeer conservatieve Oostenrijk liep bij vernieuwingen niet voorop.
Het Teken van Onderscheiding werd op 15 september 1849 door keizer Frans Jozef I van Oostenrijk vervangen door het Militair Dienstteken (Duits:"Militärdienstzeichen" of "Militärdienstzeichen für die Mannschaft") voor wat hij de "Offiziere des streitbaren Standes und die Mannschaft" noemde. Dit was een aan het gebruikelijke driehoekig lint op de linkerborst gedragen onderscheiding voor langdurige trouwe dienst. De officieren kregen een kostbaarder kruis dan de onderofficieren en manschappen maar het lint was gelijk.